# Pittosporum acutisepalum
Pittosporum acutisepalum là một loài thực vật có hoa trong họ Pittosporaceae. Loài này được (Hillebr.) Sherff miêu tả khoa học đầu tiên năm 1941.